# Giovanni Cadonici
Giovanni Cadonici, né en 1705 à Venise et mort le 27 février 1786 à Crémone est un théologien italien du XVIIIe siècle

## Biographie
Chanoine de Crémone, Cadonici publie plusieurs ouvrages contre les molinistes et la cour de Rome, qui supposent une grande connaissance de l’Écriture Sainte et des Pères de l'Église. L’un des plus fameux est intitulé : Explication de ce passage de St. Augustin : l’Église de Jésus-Christ sera dans la servitude sous les princes séculiers, Pavie, 1784, in-8°. L’éditeur, Giuseppe Zola, professeur de théologie, l’a accompagné d’une préface intéressante. Cadonici s’attache à prouver que, si les souverains sont soumis à l’Église dans les choses spirituelles, tous les membres de l’Église sont aussi sous leur dépendance dans les choses temporelles. Il y établit l’ancienne pratique de l’Église, de prier nommément dans le sacrifice de la messe pour les souverains, fussent-ils même persécuteurs. Il fait voir que les formules de ces prières, supprimées lors des querelles entre les papes et les rois, dans le XIIe siècle, se sont conservées dans le Missel Ambrosien, dans le Mozarabique, dans celui des chartreux et dans quelques autres.

## Sources
- « Cadonici (Jean) », dans Louis-Gabriel Michaud, Biographie universelle ancienne et moderne : histoire par ordre alphabétique de la vie publique et privée de tous les hommes avec la collaboration de plus de 300 savants et littérateurs français ou étrangers, 2e édition, 1843-1865 [détail de l’édition]